# Cueillez-moi, jolis messieurs
Cueillez-moi, jolis messieurs est un roman de l'écrivaine Bessora. Paru en 2007 aux éditions Gallimard, l'œuvre remporte le Grand Prix littéraire d'Afrique noire dans la même année.